# 金朝伯爵列表
金朝封爵分國王（二國）、國王（一國）、王、郡王、国公、開國郡公、開國縣公、開國侯（開國郡侯、開國縣侯）、開國伯（開國郡伯、開國縣伯）、開國子（開國郡子、開國縣子）、開國男（開國郡男、開國縣男）十一等十五種。追贈的爵位不加“開國”一詞，無食邑。其中，開國伯為第九等，食邑七百戶，不食實封，一般以郡望封之。
下表列出金朝可考的伯爵。

## 開國郡伯

### 安定郡開國伯
- 胡景崧，食邑七百戶
- 程震
- 梁肃，食邑七百戶

### 汾陽郡開國伯
- 郭峤，食邑七百戶

### 廣平郡開國伯
- 孛术鲁□□□，食邑七百戶

### 虢略郡開國伯
- 杨师复，食邑七百戶

### 河南郡開國伯
- 喬宇，食邑七百戶

### 濟陽郡開國伯
- 丁暐仁，食邑七百戶

### 江夏郡開國伯
- 黄久约，食邑七百戶

### 金源郡開國伯
- 完顏守信，食邑七百戶
- 温迪罕胡失门，食邑七百戶

### 隴西郡開國伯
- 李仲仁，食邑七百戶

### 南陽郡開國伯
- 邓俨

### 彭城郡開國伯
- 唐括安德，食邑七百戶
- 蒲察克溫，食邑七百戶
- 刘祖谦，食邑七百戶
- 刘汝翼，食邑七百戶

### 漆水郡開國伯
- 耶律重哥，食邑七百戶

### 清河郡開國伯
- 张景贤，食邑七百戶

### 神麓郡開國伯
- 大怀柔，食邑七百戶

### 太原郡開國伯
- 郭预，食邑七百戶
- 王彦潜，食邑七百戶

### 天水郡開國伯
- 赵秉文

### 吳興郡開國伯
- 姚合，食邑七百戶

### 武威郡開國伯
- 石琛，食邑七百戶

### 滎陽郡開國伯
- 郑彦文，食邑七百戶

### 潁川郡開國伯
- 陈规，食邑七百戶[2]

## 開國縣伯

### 金源縣開國伯
- 完顏某，食邑七百戶

### 濮陽縣開國伯
- 商衡，食邑七百戶

### 清河縣開國伯
- 张愿恭，食邑七百戶

### 商陽縣開國伯
- 韩为股，食邑七百戶

### 太原縣開國伯
- 王永福，食邑七百戶
- 王企中，食邑七百戶[2]

## 郡伯（贈）
- 天水郡伯趙傑
- 天水郡伯趙隽
- 清河郡伯張某
- 安定郡伯程德元[3]